# Jewgeni Fjodorowitsch Skworzow
Jewgeni Fjodorowitsch Skworzow (russisch Евгений Фёдорович Скворцов, wissenschaftliche Transliteration Evgenij Fëdorovič Skvorcov; * 1882; † 1952) war ein Astronom aus dem Russischen Kaiserreich, Russland und der Sowjetunion, der drei Asteroiden entdeckte.
Er war Professor für Astronomie am Simferopol-Bildungsinstitut und Forscher am Simeïs-Observatorium. Der Asteroid des mittleren Hauptgürtels (1854) Skvortsov ist nach ihm benannt.

## Entdeckte Asteroiden
| Asteroid       | Asteroidentyp            | Entdeckungsdatum | Provisorische Bezeichnung(en)                |
| -------------- | ------------------------ | ---------------- | -------------------------------------------- |
| (1149) Volga   | Äußerer Asteroidengürtel | 1. August 1929   | 1929 PF                                      |
| (1167) Dubiago | Äußerer Asteroidengürtel | 3. August 1930   | 1930 PB; 1931 VJ1; 1938 WW; 1950 QX; A924 RF |
| (1381) Danubia | Innerer Asteroidengürtel | 20. August 1930  | 1930 QJ; 1928 BE; 1932 CG1; 1936 DC; 1969 OV |